# Петров Ігор Андрійович
І́гор Андрі́йович Петро́в (14 лютого 1998 — 14 червня 2018) — старший солдат Збройних сил України, учасник російсько-української війни.

## Життєпис
Народився 1998 року в місті Рубіжне (Луганська область). Після звільнення Рубіжного від окупантів прагнув обороняти Батьківщину.
2016-го, одразу після досягнення повноліття, вступив на військову службу за контрактом; старший солдат, навідник розрахунку автоматичного гранатомета механізованого батальйону 53-ї бригади. Воював на Донеччині, згодом — на території Луганщини, за 50 км від своєї оселі. 2018 року одружився.
14 червня 2018-го загинув внаслідок гарматного артобстрілу поблизу смт Новотошківське (Попаснянський район), ще 5 бійців зазнали поранень у ході 4-годинного бою: з 17-ї години противник обстрілював позиції ЗСУ та житловий сектор селища. Гранатометний розрахунок в часі оборони опорного пункту знищив сім терористів; солдат Петров зазнав множинних осколкових поранень. Помер у кареті «швидкої» — від внутрішньої кровотечі.
18 червня 2018 року похований у Рубіжному.
Без Ігоря лишились батьки і дружина.

## Нагороди та вшанування
- указом Президента України № 239/2018 від 23 серпня 2018 року «за особисту мужність і самовіддані дії, виявлені у захисті державного суверенітету та територіальної цілісності України, зразкового виконання військового обов'язку» — нагороджений орденом «За мужність» III ступеня (посмертно)[1]